# Чиргаки
Сільське поселення (сумон) Чиргаки(тив.: Чыргакы) входить до складу Дзун-Хемчицького кожууну Республіки Тива Російської Федерації.

## Населення
Населення сумона станом на 1 січня року
| Рік    | 2011 | 2012 | 2013 | 2014 | 2015 |
| ------ | ---- | ---- | ---- | ---- | ---- |
| Насел. | 790  | 767  | 764  | 768  | 763  |